# 上野通
上野通（うえのどおり）は兵庫県神戸市灘区の町名の一つで、昭和6年（1931年）9月に上野字琴野・寺ノ前・花木・東原・観音寺と五毛字山路・弓場・中島・天神・一貫・宝寺と畑原字東上イバノ元から成立した。郵便番号：657-0817。
東は篠原本町、南は赤坂通、西は青谷町、神戸市主要地方道山麓線を挟んで北は西側が城の下通で東側が国玉通。東西に細長く、東から順に一～八丁目がある。
町名の由来は旧上野村にあり、「ゆるやかな地形＝野」の上手という字義通りの地形で、『五畿内志』によれば旧名を天城野といい。天城郷（あまぎのさと）は菟原郡の郷の一つである。
『灘区の地名』においてはイバの由来について弓場と共に豪族の屋敷と関連させた「射場」とイワイバを縮めた「斎場（いば）」の2説が挙げられている。旧小字観音寺の由来となった観音寺は消滅したが、2017年現在、市バスの停留所名に名を残す。
令和2年国勢調査（2020年10月1日）における世帯数は942、人口2,169で内男性999人・女性1,170人。